# Manuel Mirbach
Manuel Mirbach (* 23. Juli 1964) ist ein ehemaliger deutscher Fußballspieler.

## Karriere
Mirbach wechselte 1987 vom Berliner Amateurverein Traber FC Mariendorf zum Bundesligisten FC Schalke 04. Bei Schalke stand er im Kader mit Toni Schumacher, Olaf Thon und Carsten Marquardt. Sein Debüt gab er am zweiten Spieltag der Saison 1987/88: Im Spiel gegen Hannover 96 wurde er in der 65. Spielminute eingewechselt, das Spiel endete 0:2. Im weiteren Verlauf absolvierte er fünf weitere Spiele, davon keins über 90 Minuten. Schalke konnte davon keins gewinnen – zwei Unentschieden und vier Niederlagen standen zu Buche. Die Knappen belegten den letzten Tabellenplatz in der Abschlusstabelle und stiegen ab. Mirbach verließ den Verein anschließend.